# Hinduísmo no Malawi
O hinduísmo no Malawi chegou quando os colonos e mercantilistas indianos foram trazidos pelos administradores coloniais britânicos no final do século XIX e início do século XX, no que era conhecido como África Central Britânica e mais tarde Niassalândia. Eles faziam parte de um movimento global de trabalhadores para partes da África Oriental, para ajudar a construir projetos de infraestrutura, estabelecer serviços, mercados de varejo e apoio administrativo. Os imigrantes, alguns instruídos e qualificados, mas principalmente pobres e com dificuldades nas áreas propensas à fome de Punjab, Gujarat, Uttar Pradesh, Bihar e Bengala, ajudaram a construir a primeira linha ferroviária entre Malawi e Moçambique.
O hinduísmo tem uma presença minoritária muito pequena no Malawi, predominantemente cristão. O governo rastreia a demografia cristã e muçulmana, mas não reconhece outras religiões separadamente, considera os hindus e as religiões africanas tradicionais como parte da categoria "outros". Os "outros" eram cerca de 3,1% em 2006.
De acordo com a constituição de 1994 do Malawi, muitos assentos em seu senado são reservados para as "principais crenças religiosas do Malawi", e apenas o cristianismo e o islamismo são reconhecidos como "crenças principais". Assim, o Malawi proíbe constitucionalmente pessoas com crenças como o hinduísmo da representação política em seu senado, permitindo que apenas cristãos e muçulmanos mantenham as cadeiras reservadas do poder político.
Depois que o colonialismo terminou, hindus (junto com jainistas e sikhs) foram discriminados na África Oriental, onde vários governos promoveram a africanização promulgando leis e políticas que exigiam que setores comerciais e profissionais da economia fossem de propriedade de não europeus, não asiáticos, e apenas africanos indígenas. Muitos hindus que residiam anteriormente no Malawi migraram para outros países durante esse período, particularmente para o Reino Unido a partir da década de 1960.
Gujarati, sindi e bengali são as principais línguas dos hindus no Malawi. Subtradições do hinduísmo, como os Brahma Kumaris, têm um Raja Yoga Center na Trikum Mansion, em Blantyre.